# The Adventures of Billy
The Adventures of Billy è un cortometraggio muto del 1911 diretto da D.W. Griffith che appare anche nel cast del film in un piccolo ruolo.
Secondo le accettate convenzioni dell'epoca, era comune che in teatro e al cinema ad attrici bambine (da Marie Eline a Violet Radcliffe) si offrissero indifferentemente parti di bambina e di bambino. Il caso della piccola Edna Foster protagonista del film è tuttavia singolare, in quanto ad ella vengono affidate non solo pressoché esclusivamente parti maschili ma la Biograph costruisce su di lei un personaggio di bambino, "Billy", ripetuto in diverse pellicole. È il  primo caso nella storia  del cinema di un personaggio maschile ad essere creato basandosi su un'interprete femminile. La Biograph nasconde la vera identità dell'attrice e a lungo anche sulla stampa ci si riferisce a "Billy" come ad un attore bambino.

## Trama
Billy è un ragazzino abbandonato che si guadagna da vivere facendo il lustrascarpe. Non guadagnando nulla nel luogo in cui si trova, decide di cambiare città. Mentre cammina su una strada di campagna incontra due vagabondi che prima lo irretiscono e poi lo costringono, con minacce e percosse, a mendicare per loro. Così, dapprima una signora gli dà del cibo, che egli porta ai due vagabondi ed in cambio ne riceve un tozzo di pane mentre la parte migliore se la prendono i due loschi individui, poi viene inviato presso una casa di una famiglia ricca dove riceve dell'altro cibo e familiarizza con il cagnolino. Poco dopo i due malviventi, per rapinare un anziano, lo uccidono accidentalmente. Billy vede tutto e cerca di scappare ma viene ripreso e chiuso in una baracca. Qua, però, viene raggiunto dal cagnolino che si era messo sulle sue tracce, Attraverso una fessura della parete, Billy gli consegna un messaggio di aiuto in cui dice la sua posizione e che a tenerlo prigioniero sono i due vagabondi che hanno ucciso l'anziano. Il cagnolino corre a consegnare il messaggio al suo padrone che, lettolo, insieme ad altri familiari, sale in auto e corre verso la baracca in cui è rinchiuso il ragazzo. Nel frattempo, il peggiore dei due vagabondi, quello che ha causato la morte dell'anziano e che indossa una vecchia bombetta, dice al suo complice di uccidere il ragazzo e fa per consegnargli un pugnale. L'altro uomo, però, si rifiuta di prenderlo perché non vuole uccidere il ragazzino. Così, viene tirata una moneta, ma viene sorteggiato proprio colui che non si voleva macchiare dell'omicidio. Entrati entrambi nella baracca, mentre l'uomo con la bombetta tiene fermo il ragazzo, l'altro lo dovrebbe pugnalare ma ancora, questi non ha il coraggio di farlo. Il suo complice, allora decide di farlo lui, mentre Billy si divincola e cerca di non farsi afferrare. Proprio in quel momento, però, arriva il padrone del cagnolino insieme alla moglie, la figlia ed altri tre uomini. Ad essi Billy racconta cosa stava per accadere e mostra anche il pugnale che il delinquente aveva lasciato cadere all'arrivo dei soccorritori. Il poco di buono viene portato via dagli altri uomini mentre il capofamiglia manifesta a Billy l'intenzione di prenderlo nella sua famiglia e tutti insieme lasciano la baracca.

## Produzione
Il film fu prodotto dalla Biograph Company. Venne girato nel New Jersey, a Fort Lee e a Westfield.

## Distribuzione
Distribuito dalla General Film Company, il film - un cortometraggio di una bobina - uscì nelle sale cinematografiche statunitensi il 19 ottobre 1911.
Copia della pellicola in 16 mm è stata riversata in DVD e distribuita il 26 aprile 2006 in un cofanetto dal titolo Nickelodia - Volume 1 (1911-1915).